# Onkabetse Nkobolo
Onkabetse Nkobolo (ur. 23 lipca 1993) – botswański lekkoatleta specjalizujący się w biegach sprinterskich.
Nie ukończył biegu półfinałowego podczas afrykańskich mistrzostw w Marrakeszu (2014). Uczestnik mistrzostw świata w Pekinie (2015). W tym samym roku startował na igrzyskach afrykańskich w Brazzaville, podczas których zdobył brązowy medal w biegu na 400 metrów, a wraz z kolegami z reprezentacji sięgnął po srebro w sztafecie 4 × 400 metrów. Złoty medalista mistrzostw Afryki w Durbanie w biegu rozstawnym (2016).
Reprezentant Botswany w IAAF World Relays.

## Osiągnięcia
| Rok  | Impreza                    | Miejsce        | Konkurencja        | Pozycja    | Wynik   |
| ---- | -------------------------- | -------------- | ------------------ | ---------- | ------- |
| 2014 | Mistrzostwa Afryki         | Marrakesz      | bieg na 400 m      | półfinał   | DNF     |
| 2015 | IAAF World Relays          | Nassau         | sztafeta 4 × 400 m | 8. miejsce | 3:03,73 |
| 2015 | Mistrzostwa świata         | Pekin          | bieg na 400 m      | eliminacje | 45,17   |
| 2015 | Mistrzostwa świata         | Pekin          | sztafeta 4 × 400 m | eliminacje | 2:59,95 |
| 2015 | Igrzyska afrykańskie       | Brazzaville    | bieg na 400 m      | 3. miejsce | 45,50   |
| 2015 | Igrzyska afrykańskie       | Brazzaville    | sztafeta 4 × 400 m | 2. miejsce | 3:00,95 |
| 2016 | Mistrzostwa Afryki         | Durban         | bieg na 400 m      | –          | DSQ     |
| 2016 | Mistrzostwa Afryki         | Durban         | sztafeta 4 × 400 m | 1. miejsce | 3:02,20 |
| 2016 | Igrzyska olimpijskie       | Rio de Janeiro | sztafeta 4 × 400 m | 5. miejsce | 2:59,06 |
| 2017 | IAAF World Relays          | Nassau         | sztafeta 4 × 400 m | 2. miejsce | 3:02,28 |
| 2017 | Mistrzostwa świata         | Londyn         | sztafeta 4 × 400 m | eliminacje | 3:06,50 |
| 2018 | Igrzyska Wspólnoty Narodów | Gold Coast     | sztafeta 4 × 400 m | 1. miejsce | 3:01,78 |
| 2019 | Igrzyska afrykańskie       | Rabat          | sztafeta 4 × 400 m | 1. miejsce | 3:02,55 |
| 2019 | Mistrzostwa świata         | Doha           | sztafeta 4 × 400 m | eliminacje | DQ      |

## Rekordy życiowe
Swój rekord życiowy (45,10) w biegu na 400 metrów ustanowił podczas Igrzysk Afrykańskich w 2015 podczas półfinałów, gdzie ostatecznie zajął trzecie miejsce. W 2016 ustanowił rekord Afryki w biegu na 500 metrów w hali: 1:00,71. 
29 sierpnia 2015 w Pekinie Nkobolo biegł na pierwszej zmianie botswańskiej sztafety 4 × 400 metrów, która wynikiem 2:59,95 ustanowiła rekord kraju w tej konkurencji. Został on pobity w Rio de Janeiro w 2016 roku, gdzie biegł na trzeciej zmianie sztafety 4 x 400 metrów, która ukończyła bieg z rezultatem 2:59,06.